# Polytope monostatique
En géométrie, un polytope monostatique  (ou unistable) est un polytope convexe qui ne possède qu'une facette sur laquelle il est en équilibre. Ces objets ont été décrits en 1969 par J. H. Conway, M. Goldberg et R. K. Guy, qui ont à cette occasion construit un polyèdre monostatique à 19 faces. En 2012, Andras Bezdek en a découvert un exemple à 18 faces et, en 2014, Alex Reshetov une version à 14 faces.

## Définition
Un polytope convexe est dit monostatique si, une fois rempli de façon homogène, il existe une seule facette sur laquelle on peut le poser de façon stable. Autrement dit, un polytope est monostatique si son centre de gravité a une seule projection orthogonale située à l'intérieur d'une des facettes.

## Propriétés
- Aucun polygone convexe du plan n'est monostatique. Cela a été démontré par V. Arnold par utilisation du théorème des quatre sommets.
- Il n'existe pas de simplexe monostatique en dimensions jusqu'à 8. En dimension 3, cela a été prouvé par Conway. En dimensions jusqu'à 6 ce résultat est dû à R. J. M. Dawson. Les dimensions 7 et 8 ont été écartées par R. J. M. Dawson, W. Finbow, et P. Mak.
- Il existe des simplexes monostatiques en dimension 10 (R. J. M. Dawson).